# Mastomys awashensis
Mastomys awashensis es una especie de roedor de la familia Muridae.

## Distribución geográfica
Se encuentra solo en la parte alta de la cuenca del río Awash (Etiopía).

## Hábitat
Su hábitat natural son: sabanas y tierras de cultivo.

## Estado de conservación
Se encuentra amenazada por la pérdida de su hábitat natural.